# 蔡桂勤
蔡桂勤（1877年—1956年9月），字拙亭，山东济宁人。是一名華拳武術大師、鏢師、武術教官。

## 外部連結
- 蔡桂勤：十六岁闯江湖，他的儿子在中国武术界无人不知！（页面存档备份，存于）
- Cai Longyun, le Grand Dragon Boxeur（页面存档备份，存于）（法文）
- https://web.archive.org/web/20070910153910/http://www.cc-am.com/changquan.htm
- Hua Quan（英文）